# イソセリン
イソセリン(Isoserine)はセリンの異性体、α-ヒドロキシ-β-アミノ酸である。タンパク質を構成しないアミノ酸の1つであり、既知の生物の遺伝コードには含まれていない。化学合成でのみ作られる。
1976年に初めて合成が記録された。